# 壁のなかの時計
『壁のなかの時計』（かべのなかのとけい）または『ルイスと不思議の時計』（ルイスとふしぎのとけい、原題：The House with a Clock in Its Walls）は、アメリカ合衆国の作家ジョン・ベレアーズによる児童向けのゴシックホラー・ファンタジー小説。本国では1973年に出版され、挿絵を絵本作家・イラストレーターのエドワード・ゴーリーが手掛けている。
ルイス・バーナヴェルトを主人公とするシリーズの第1作目であり、世界を破滅させる力を持った時計をめぐって主人公が魔法使いと戦うさまを描いている。
後の評価という感じではあるが「ハリーポッターシリーズ」の作者J・K・ローリングはこの作品を原点として作ったともいわれている。

## あらすじ
舞台は1948年。両親を亡くし孤児となった少年ルイスは、ミシガン州にあるニューゼベディー(New Zebedee、架空の町)に住む叔父のジョナサンに引き取られ、彼の屋敷で暮らすことになる。
ルイスは自分を迎え入れてくれたジョナサンを気に入り、間もなく隣人のツィマーマンとも知り合うが、二人はルイスに自分たちが魔法使いであることを明かす。
彼らは前の持ち主が屋敷のどこかに隠した世界を終わらせる力を持つ時計を見つけ、破壊するという使命を負っていたのだった。
ある日ルイスは転校先の学校で仲良くなった少年タービーの気を引くために、ジョナサンの魔術書に書かれていた死人を蘇らせる呪文を唱えたことにより、図らずも魔女セレーナを蘇らせてしまう。
彼女はかつて屋敷の前の持ち主であった魔法使いアイザック・イザードの妻であり、イザードは世界を終わらせる時計を生み出した邪悪な魔法使いだったのである。
死から蘇ったセレーナが夫の代わりに時計を動かして世界の破滅をもたらそうとしていることを知ったルイスは、ジョナサンとツィマーマンの二人と協力して彼女を倒し、時計を破壊。
かくして世界の破滅は無事免れたものの、この一連の出来事によってルイスはタービーから絶交されてしまう。
やがてルイスは新しく隣人となった少女ローズと仲良くなり、またジョナサンとの生活に戻るのだった。

## 登場人物
- ルイス・バーナヴェルト (Lewis Barnavelt)

本作の主人公。10歳。恥ずかしがり屋な性格で読書好き。両親を交通事故で亡くした後、叔父のジョナサンの下で暮らし始める。太っちょな体型のせいで、学校ではクラスメイトからいじめを受けている。
- ジョナサン・バーナヴェルト (Jonathan Barnavelt)

ルイスの叔父にあたる魔法使い。屋敷に隠された世界を破滅させる時計が鳴らす音を遮るために、部屋中にいくつもの時計を置いている。酒とたばことポーカーを嗜んでいる。
- フローレンス・ツィマーマン (Florence Zimmerman)

ジョナサンの隣人であり親友でもある魔女。ジョナサンよりも強い魔力を持っている。
- タービー・コリガン (Tarby Corrigan)

ルイスが転校先の学校で知り合った少年。クラス内では人気者。
- ローズ・リタ・ポッティンガー (Rose Rita Pottinger)

ルイスがタービーから絶交されたのち、新しく仲良くなった少女。
- アイザック・イザード (Isaac Izard)

ジョナサンの屋敷の前の持ち主だった魔法使い。
- セレーナ・イザード (Selenna Izard)

アイザックの妻である魔女。ルイスによって死から蘇ったのちは、夫の目的を果たそうとする。

## 評価
本作は、1973年11月にニューヨーク・タイムズが選ぶ『本年度優良図書』(Outstanding Book of the Year)の一つに選ばれている。

## 続編
本作の出版後はシリーズ化され、ベレアーズは続編となる2作品を執筆。1991年にベレアーズが亡くなってからは、ブラッド・ストリックランドが執筆を引き継いだ。その後シリーズは2008年に出版された『The Signs of the Sinister Sorcerer』で完結している。

### ベレアーズの著作
- The Figure in the Shadows / 邦題：闇にひそむ影 (1975年)
- The Letter, the Witch, and the Ring / 邦題：魔法の指輪 (1976年)

### ストリックランドの著作
- The Ghost in the Mirror / 邦題：鏡のなかの幽霊 (1993年、ベレアーズ原案)
- The Vengeance of the Witch-Finder / 邦題：魔女狩り人の復讐 (1993年、冒頭部分から途中まではベレアーズが執筆)
- The Doom of the Haunted Opera / 邦題：オペラ座の幽霊 (1995年、ベレアーズ原案)
- The Specter from the Magician's Museum / 邦題：魔法博物館の謎 (1998年)
- The Beast Under the Wizard's Bridge / 邦題：橋の下の怪物 (2000年)
- The Tower at the End of the World (2001年)
- The Whistle, the Grave, and the Ghost (2003年)
- The House Where Nobody Lived (2006年)
- The Signs of the Sinister Sorcerer (2008年)

## 翻訳
2001年に『ルイスと魔法使い協会』のシリーズ名で三辺律子による翻訳版がアーティストハウスから8巻まで出版された。
その後、後述する映画版の日本公開に合わせて訳題を変更した新版が静山社より出版された。

### 旧版『ルイスと魔法使い協会』 (アーティストハウス出版)
- 『壁のなかの時計』 2001年4月　ISBN 4901142534
- 『闇にひそむ影』 2001年8月　ISBN 4901142615
- 『魔法の指輪』 2001年11月　ISBN 4901142704
- 『鏡のなかの幽霊』 2002年3月　ISBN 4901142755
- 『魔女狩り人の復讐』 2002年10月　ISBN 4901142887
- 『オペラ座の幽霊』 2003年3月　ISBN 4902088037
- 『魔法博物館の謎』 2003年11月　ISBN 4902088207
- 『橋の下の怪物』 2004年4月　ISBN 4902088363

### 新版 (静山社出版)
- 『ルイスと不思議の時計1 ルイスと不思議の時計』(静山社ペガサス文庫） 2018年  ISBN 9784863894594[6]
- 『ルイスと不思議の時計2 闇にひそむ影』（静山社ペガサス文庫） 2018年
- 『ルイスと不思議の時計3 魔法の指輪』（静山社ペガサス文庫） 2018年
- 『ルイスと不思議の時計4 鏡のなかの幽霊』（静山社ペガサス文庫） 2019年
- 『ルイスと不思議の時計5 魔女狩り人の復讐』（静山社ペガサス文庫） 2019年
- 『ルイスと不思議の時計6 オペラ座の幽霊』（静山社ペガサス文庫） 2019年
- 『ルイスと不思議の時計7 魔法博物館の謎』（静山社ペガサス文庫） 2020年
- 『ルイスと不思議の時計8 橋の下の怪物』（静山社ペガサス文庫） 2020年

## 映画化
2017年6月に本作の映画化が発表され、イーライ・ロスが監督を務めることが発表された。主演はジャック・ブラック、ケイト・ブランシェットらが務め、アメリカでは2018年9月21日に公開された。